# Хелијум-неонски ласер
Хелијум-неонски ласер или (He-Ne ласер) је тип гасног ласера који као извор зрачења користи смешу молекула хелијума и неона. Малих је димензија, има индустријску и научну примену, често се користи у лабораторијама при оптичким експериментима. На најчешће коришћеној таласној дужини од 632.8 nm, што одговара црвеној светлости видљивог дела оптичког спектра.

## Принцип рада
Ласер се у принципу састоји од цеви испуњене хелијумом и неоном у размери 10:1 под притиском од око 300 Pa. На крајевима цеви налазе два паралелна огледала која сву светлост која пада из смера цеви рефлектују назад у цев. На тај начин светлост која путује дуж осе ласера је заробљена унутар, формирајући ласерску шупљину (оптички резонатор). Близу крајева цеви налазе се електроде којима се у цијев доводи високи напон (изнад 1000 V). Високи напон ствара електроне у цеви који се убрзавају и узрокују бројне сударе са атомима хелијума и неона. Ти судари преносе енергију на атоме, чиме атоми прелазе у побуђена стања.
Хелијумови атоми се тим сударима побуђују у мноштво побуђених стања, из којих се емитовањем фотона или сударима са другим атомима или странама цеви релаксирају у нижа стања. Ако се релаксација врши у 2s стање они се не могу вратити у основно стање (1s) јер је приликом емитовања или апсорције фотона нужно променити квантни број момента кретања за 1 (јер фотон има квантни број момента количине кретања 1, а све с-орбитале имају тај број 0). Стање 2s хелијума је због тога метастабилно стање. У ласерској цеви се скупљају атоми хелијума у побуђеном 2s стању.
Стање 2s хелијума има готово једнаку енергију као и 4s стање неона. Приликом судара атома хелијума побуђених у 2s стања предају енергију атомима неона, при чему атоми неона прелазе у 4s стање. Из тог стања атоми неона емитују фотоне процесом стимулисане емисије, чиме прелазе у 2p, 3p или неко друго стање. Ти фотони формирају ласерски сноп. Прелаз у 2p стање је најистраженији, а приликом њега се емитују фотони таласне дужине 632,8 nm, што одговара црвеној светлости. Такође је могуће постићи и зрачење на таласним дужинама 543,5 nm (зелено), 611,8 nm (жуто), 635,2 nm (црвено), 640,1 nm (црвено), 730,5 nm (црвено), 3,39 μm (инфрацрвено).

## Примена
Примена хелијум-неонског ласера укључује: интерферометрију, ласерско штампање, бар-код читање, као и ласерске показиваче. У интерферометрији HeNe ласер омогућава веома стабила једно прелазни моде неоходан за одређивање оптичких особина материјала као што су облик површине и углачаност. Код ласерских штампача, сноп са добрим особинама се користи за писање по фото-сензитивним површинама чиме се обезбеђују детаљни шаблони при штампању. Већина супер-маркета и продавница данас користи управо HeNe ласере као бар-код читаче и при скенирању инвентара како би прочитали дигиталан код утиснут на производима. Примена као показивача подразумева коришћење као референтног снопа при нивелирању, одређивању правих углова у три димензије, у грађевиниарству и у војној примени као ласерски нишан на оружју. Сноп таласне дужине од 1.523 микрометра се користи за мерење трансмисионе линије оптићког фибера, који има минимум губитака у том опсегу таласних дужина.